# Nagy Ferenc (fizikai szakíró)
Nagy Ferenc (Székelyudvarhely, 1935. március 13. –) erdélyi magyar fizikus, informatikus, fizikai szakíró, szerkesztő.

## Életútja
Középiskoláit 1952-ben a kolozsvári Brassai Sámuel Líceumban végezte, majd 1956-ban a Bolyai Tudományegyetemen szerzett matematika–fizika szakos középiskolai tanári oklevelet, azután 1997-es nyugdíjazásáig a székelykeresztúri líceum (ma Orbán Balázs Gimnázium) fizika- és informatika szakos tanára volt.
Első szaktanulmányát (A kristályok mechanikai és optikai anizotropiáját jellemző együtthatók közti kapcsolat egyes kérdései címmel) a Bolyai Tudományegyetem Tudományos Diákköreinek 1955–56-os Évkönyve (Kolozsvár, 1957) közölte. 1958-tól a Tanügyi Újságban, a Matematikai és Fizikai Lapokban, majd 1993-tól a Közoktatásban jelentek meg írásai szakterületéről, a fizikatanítás gyakorlati kérdéseiről, egy korszerű, természettudományos ismeretekre alapozott világszemlélet kialakításáról.
1992–1994 között szerkesztette a székelykeresztúri Orbán Balázs Gimnázium évkönyveit is.